# Модул (теория на пръстените)
Вижте пояснителната страница за други значения на Модул.
В теория на пръстените модул над пръстен {\displaystyle R\,} или {\displaystyle R\,}-модул представлява удобно обобщение на понятието линейно пространство (от линейната алгебра) и Абелева група (от теория на групите). Модулите намират широка употреба в комутативната алгебра, хомологичната алгебра и теория на представянията.

## Формални определения
Нека {\displaystyle R\,} е комутативен пръстен с единица {\displaystyle 1_{R}\,} (елементите на {\displaystyle R\,} наричаме скалари) и {\displaystyle M\,} е абелева група с адитивен запис (приемаме действието в групата за събиране '+'). {\displaystyle M\,} ще наричаме {\displaystyle R\,}-модул, ако на всеки елемент {\displaystyle r\in R} и на всеки елемент {\displaystyle x\in M} се съпоставя елемент {\displaystyle ax\in M} (скаларно умножение), като са налице следните аксиоми {\displaystyle (r,s\in R;x,y\in M)}:
1. {\displaystyle r(x+y)=rx+ry\,}
2. {\displaystyle (r+s)x=rx+sx\,}
3. {\displaystyle (rs)x=r(sx)\,}
4. {\displaystyle 1_{R}x=x\,}.

Лесно се забелязва, че разликата с аксиомите за линейно пространство над поле се състои във възможността скаларите да лежат в пръстен, който, в общия случай, не е поле.
Ако {\displaystyle R\,} не е комутативен, може да се въведат ляв и десен R-модул (съответно {\displaystyle {}_{R}\!M} и {\displaystyle M_{R}\,}), където скаларното умножение ще действа от ляво, съответно дясно.
Подмодул на {\displaystyle M\,} ще наричаме всяка подгрупа {\displaystyle N\,} на {\displaystyle M\,}, затворена относно скаларното умножение. Тъй като групата на M е абелева, то N е нормална подгрупа и са възможни конструкции като факторизация.
Анулатор на {\displaystyle M\,} ще наричаме множеството {\displaystyle {\textrm {Ann}}M=\{r\in R\ |\ rM=0\}}. За разлика от линейни пространства, където {\displaystyle \lambda V=0} е изпълнено единствено при {\displaystyle \lambda =0} или {\displaystyle V=\{0\}}, тоест в ненулево пространство {\displaystyle {\textrm {Ann}}V=\{0\}}, то при модулите са възможни аномалии, при които ненулев скалар и ненулев вектор дават 0 при скаларно умножение. Например, в модула от остатъци по модул n над пръстена от целите числа {\displaystyle \mathbb {Z} }, за всеки елемент {\displaystyle {\overline {r}}\in \mathbb {Z} _{n}} е изпълнено, че {\displaystyle n\cdot {\overline {r}}={\overline {0}}}, и {\displaystyle {\textrm {Ann}}M=n\mathbb {Z} }.

## Примери
- Всяко линейно пространство над поле е модул над това поле.
- Всяка абелева група е {\displaystyle \mathbb {Z} }-модул, където умножението с число n се дефинира като n-кратното събиране на елемент със себе си при n>0, като при n<0 се взима обратният елемент на този сбор.
- Всеки идеал и всеки факторпръстен, на даден пръстен {\displaystyle R\,}, е {\displaystyle R\,}-модул.
- Множеството от всички векторни полета върху гладкото многообразие {\displaystyle X\,} образува модул над {\displaystyle C^{\infty }(X)} (пръстена на гладките функции действащи от {\displaystyle X\,} върху {\displaystyle \mathbb {R} }).

## Видове модули
- Свободен модул е директна сума {\displaystyle R^{n}=R\oplus \cdots \oplus R} на n копия на {\displaystyle R\,}.
- Цикличен модул е модул, породен от един елемент.
- Крайнопороден модул е модул, в който всеки елемент може да се представи във вида {\displaystyle x=r_{1}x_{1}+\cdots +r_{n}x_{n},\ x_{1},...,x_{n}\in M,\ r_{1},...,r_{n}\in R}. Един модул е крайнопороден тогава и само тогава, когато е изоморфен на фактормодул на свободния модул {\displaystyle R^{n}\,}, {\displaystyle n\in \mathbb {N} }.
- Точен модул е модул, за който {\displaystyle {\textrm {Ann}}M=(0)\,}.
- Прост модул (или неприводим модул) е ненулев модул, който няма подмодули, различни от нулевия и самия себе си.